# Cosmas Ndeti
Cosmas Ndeti (né le 24 novembre 1971) est un athlète kényan, spécialiste des courses de fond, vainqueur du Marathon de Boston en 1993, 1994 et 1995. 

## Biographie

### Palmarès
| Date | Compétition                   | Lieu    | Résultat | Épreuve       | Performance    |
| ---- | ----------------------------- | ------- | -------- | ------------- | -------------- |
| 1990 | Championnats du monde juniors | Plovdiv | 1er      | 20 kilomètres | 59 min 42 s    |
| 1993 | Marathon de Boston            | Boston  | 1er      | Marathon      | 2 h 9 min 33 s |
| 1994 | Marathon de Boston            | Boston  | 1er      | Marathon      | 2 h 7 min 15 s |
| 1995 | Marathon de Boston            | Boston  | 1er      | Marathon      | 2 h 9 min 22 s |

### Records
| Épreuve  | Performance    | Lieu   | Date          |
| -------- | -------------- | ------ | ------------- |
| Marathon | 2 h 7 min 15 s | Boston | 18 avril 1994 |